# Ostracoberyx
Ostracoberyx är ett släkte av fiskar. Ostracoberyx ingår i familjen Ostracoberycidae.
Arterna förekommer i östra Indiska oceanen och västra Stilla havet.
Ostracoberyx är enda släktet i familjen Ostracoberycidae.
Arter enligt Catalogue of Life:
- Ostracoberyx dorygenys
- Ostracoberyx fowleri
- Ostracoberyx paxtoni